# 大六柱虫
大六柱虫（学名：Hexastylus dimensivus）为三轴球虫科六柱虫属的动物。分布于北太平洋，包括东海等海域。